# Carlo Roberto Maria Redaelli
Carlo Roberto Maria Redaelli (Milano, 23 giugno 1956) è un arcivescovo cattolico italiano, dal 28 giugno 2012 17º arcivescovo metropolita di Gorizia.

## Biografia
Nasce a Milano, città capoluogo di città metropolitana e sede arcivescovile, il 23 giugno 1956, da padre brianzolo e madre bellunese. È originario della parrocchia di San Giovanni in Laterano, nel quartiere Città Studi.

### Formazione e ministero sacerdotale
Il 14 giugno 1980 è ordinato presbitero dall'arcivescovo Carlo Maria Martini (poi cardinale) ed il giorno successivo celebra la sua prima Santa Messa nella parrocchia natale.
Il 20 ottobre 1988, mentre è studente presso il pontificio seminario lombardo, consegue la laurea in diritto canonico presso la Pontificia Università Gregoriana.
Dal 1983 al 1993 ricopre l'incarico di addetto all'ufficio di avvocatura dell'arcidiocesi di Milano ed è nel frattempo nominato presidente del Comitato per gli enti e i beni ecclesiastici della Conferenza Episcopale Italiana.
Nel 1987 è promotore di giustizia presso il tribunale ecclesiastico regionale lombardo e, dal 1991, è membro dell'organismo per la composizione di eventuali controversie. Dal 1993 è avvocato generale, dal 1994 membro del consiglio di amministrazione della Veneranda fabbrica del Duomo di Milano, dal 1995 membro del consiglio di amministrazione dell'opera diocesana, dal 1998 responsabile dell'osservatorio giuridico regionale lombardo e dal 2000 membro del consiglio presbiterale.
L'11 gennaio 2004 il cardinale Dionigi Tettamanzi lo nomina vicario generale dell'arcidiocesi di Milano.
Fonda la rivista Ex lege, "con lo scopo di informare i parroci e gli amministratori di enti religiosi".

### Ministero episcopale
L'8 aprile 2004 papa Giovanni Paolo II lo nomina vescovo ausiliare di Milano e vescovo titolare di Lambesi. Il 5 giugno successivo riceve l'ordinazione episcopale, con il vescovo Luigi Stucchi, nella cattedrale di Milano, dal cardinale Dionigi Tettamanzi, co-consacranti il cardinale Attilio Nicora e il vescovo Francesco Coccopalmerio (poi arcivescovo e cardinale).
Il 27 settembre 2010 è eletto presidente del Consiglio per gli affari giuridici della Conferenza Episcopale Italiana, succedendo così al vescovo Domenico Mogavero.
Il 9 settembre 2011 è procuratore del cardinale Angelo Scola per la presa di possesso dell'arcidiocesi di Milano.
Il 5 aprile 2012, durante la Messa del crisma, il cardinale Angelo Scola rende nota la sua nomina a vicario episcopale della zona pastorale VII di Sesto San Giovanni, che sarebbe dovuta avvenire il 29 giugno successivo.
Il 28 giugno 2012 papa Benedetto XVI lo nomina arcivescovo metropolita di Gorizia; succede a Dino De Antoni, dimessosi per raggiunti limiti di età. L'8 settembre si congeda dall'arcidiocesi ambrosiana, mentre il 14 ottobre prende possesso canonico dell'arcidiocesi di Gorizia. Il 29 giugno 2013 riceve il pallio dalle mani di papa Francesco nella basilica di San Pietro in Vaticano.
Il 25 gennaio 2016 è inviato come visitatore apostolico nella diocesi di Acqui; dopo le dimissioni per raggiunti limiti d'età di Pier Giorgio Micchiardi, accolte il 19 gennaio 2018, è nominato amministratore apostolico della diocesi fino all'insediamento del successore Luigi Testore, avvenuto l'11 marzo successivo.
Nel maggio 2019 è eletto presidente della Commissione episcopale per il servizio della carità e la salute della Conferenza Episcopale Italiana e, in quanto tale, diventa presidente di Caritas Italiana e della Consulta ecclesiale degli organismi socio-assistenziali. Nel maggio 2021 è stato riconfermato negli incarichi per il quinquennio 2021-2026.
Il 29 luglio 2019 papa Francesco lo nomina membro del Collegio per l'esame dei ricorsi in materia di delicta reservata, istituito presso la Congregazione per la dottrina della fede.
Nel gennaio 2020 è inviato come visitatore apostolico nell'arcidiocesi di Pescara-Penne.
Il 12 novembre 2024 è nominato delegato per l'ambito dottrina della fede, annuncio e catechesi della Conferenza episcopale triveneta per il quinquennio 2024-2029. In seno alla medesima conferenza, aveva ricoperto l'incarico di delegato per la carità.
Nel gennaio 2025 la Santa Sede lo invia come visitatore apostolico nella diocesi di Piazza Armerina.

## Genealogia episcopale
La genealogia episcopale è:
- Cardinale Scipione Rebiba
- Cardinale Giulio Antonio Santori
- Cardinale Girolamo Bernerio, O.P.
- Arcivescovo Galeazzo Sanvitale
- Cardinale Ludovico Ludovisi
- Cardinale Luigi Caetani
- Cardinale Ulderico Carpegna
- Cardinale Paluzzo Paluzzi Altieri degli Albertoni
- Papa Benedetto XIII
- Papa Benedetto XIV
- Papa Clemente XIII
- Cardinale Enrico Benedetto Stuart
- Papa Leone XII
- Cardinale Chiarissimo Falconieri Mellini
- Cardinale Camillo Di Pietro
- Cardinale Mieczysław Halka Ledóchowski
- Cardinale Jan Maurycy Paweł Puzyna de Kosielsko
- Arcivescovo Józef Bilczewski
- Arcivescovo Bolesław Twardowski
- Arcivescovo Eugeniusz Baziak
- Papa Giovanni Paolo II
- Cardinale Carlo Maria Martini, S.I.
- Cardinale Dionigi Tettamanzi
- Arcivescovo Carlo Roberto Maria Redaelli

## Araldica
| Stemma | Descrizione |
| ------ | --- |
|        | Centro dello stemma è lo scudo che riproduce la "Gerusalemme celeste", descritta nel Libro dell’Apocalisse (Ap 21, 10-12), come presentata in alcune antiche raffigurazioni. Lo scudo riprende tutti gli elementi descritti (le porte, la piazza d'oro, l'Agnello al centro della città) e aggiunge la prima e ultima lettera dell'alfabeto greco ed ebraico in coerenza con la presentazione che il Signore fa di sé manifestandosi a Giovanni: «Io sono l'Alfa e l’Omèga, il Primo e l'Ultimo, il Principio e la Fine» (Ap 22, 13). Sopra lo scudo è posta la mitra, anziché il galero, su cui è riportata la croce a doppia traversa, che ricorda la croce astile tipica degli arcivescovi. Lo stemma è chiuso in basso dal pallio: insegna che viene conferita dal Sommo Pontefice ai metropoliti. Il motto Ostendam sponsam agni è tratto dal versetto 9 del capitolo 21 del Libro dell'Apocallise: "Vieni, ti mostrerò la fidanzata, la sposa dell'Agnello". |